# Galaxy Express (groupe)
Pour l’article homonyme, voir Galaxy Express.
Galaxy Express (갤럭시 익스프레스) est un groupe de garage rock sud-coréen, originaire de Séoul. Formé en 2006, ils deviennent immédiatement connus pour leur présence énergique sur scène. Ils sont bien accueillis de la part du New York Times, de MTV Iggy, ainsi que d'autres médias internationaux.

## Biographie

### Débuts
Galaxy Express est formé en 2006, à Séoul. Le chanteur et guitariste solo Park Jong-hyun est ancien membre du groupe Mogwai, et le chanteur et bassiste Lee Ju-hyun du groupe de street punk Rux, du groupe de oi! Captain Bootbois, et du groupe de punk rock H-Ghetto Bombs. Un premier album studio, intitulé Noise on Fire, est publié en 2008.

### Tournée internationale
Galaxy Express joue à deux reprises au SXSW. Leur premier voyage au festival d’Austin faisait partie de la tournée Seoulsonic de 2011 en compagnie de Idiotape et Vidulgi Ooyoo, pendant laquelle ils font exploser une fusée dans la salle de concert pendant leur représentation énergique. Le groupe retourne tout seul aux SXSW, ce qui leur donne l’opportunité de tourner en Amérique du Nord plus librement,. 
Leur tournée les fait partager la scène avec Crying Nut, 3rd Line Butterfly, et Yellow Monsters. Ils font aussi d’autres concerts aux États-Unis, au Canada, en France, à Taïwan et Hong Kong. Leurs voyages sont documentés dans le film Turn It Up to 11, Part 2: Wild Days, sorti en 2012.

### Inculpation
Lee Ju-hyun est arrêté le 2 juillet 2013 pour possession de marijuana. Au même moment, Galaxy Express participe aux auditions de l’émission Band Generation sur la chaîne mNet, et le groupe avance jusqu’au dernier tour où ils doivent être confrontés à Daybreak et Romantic Punch. L’arrestation pousse mNet à annuler la dernière représentation. Lee avait déjà été arrêté une fois auparavant pour usage de stupéfiants.
Ils fondent le label Love Rock Company avec le groupe rock coréen Telepathy. Leur album Wild Days, publié en 2010, est écrit et enregistré en tout juste un mois, comme une sorte d’expérience sur les réseaux sociaux de grande envergure.

## Membres
- Lee Ju-hyun - basse, chant
- Park Jong-hyun - guitare, chant
- Kim Hee-kwon - batterie

## Discographie

### Albums studio
- 2008 : Noise on Fire
- 2010 : Wild Days
- 2012 : Galaxy Express
- 2015 : Walking on Empty

### EP et split
- 2007 : To the Galaxy
- 2007 : Ramble Around
- 2009 : Come on and Get Up!
- 2011 : Naughty Boy (split avec Crying Nut)